# Міхалув (гміна)
Гміна Міхалув (пол. Gmina Michałów) — сільська гміна у східній Польщі. Належить до Піньчовського повіту Свентокшиського воєводства.
Станом на 31 грудня 2011 у гміні проживало 4801 особа.

## Територія
Згідно з даними за 2007 рік площа гміни становила 112.21 км², у тому числі:
- орні землі: 74.00%
- ліси: 19.00%

Таким чином, площа гміни становить 18.35% площі повіту.

## Населення
Станом на 31 грудня 2011:
| Опис     | Загалом | Загалом | Чоловіки | Чоловіки | Жінки | Жінки |
| -------- | ------- | ------- | -------- | -------- | ----- | ----- |
| одиниця  | осіб    | %       | осіб     | %        | осіб  | %     |
| все      | 4801    | 100     | 2437     | 50.76    | 2364  | 49.24 |
| міське   | 0       | 100     | 0        |          | 0     |       |
| сільське | 4801    | 100     | 2437     | 50.76    | 2364  | 49.24 |

## Сусідні гміни
Гміна Міхалув межує з такими гмінами: Водзіслав, Дзялошице, Імельно, Піньчув.